# Nowe Kiełbonki
Nowe Kiełbonki (niem. Neu Kelbonken, 1938–1945 Neukelbunken) – wieś w Polsce położona w województwie warmińsko-mazurskim, w powiecie mrągowskim, w gminie Piecki. Znajduje się nad jeziorem Kiełbonki.
W latach 1975–1998 miejscowość administracyjnie należała do województwa olsztyńskiego.